# Llac Amatitlán
El llac de Amatitlán és un llac de cràter situat a Guatemala. Es troba a 25 km de la Ciutat de Guatemala, a una altitud de 1186 msnm. Té 12 km de llarg, 3 km d'ample, i una superfície de 15.2 km². La seva profunditat màxima és de 33 m i la seva profunditat mitjana és 18 m. El volum del cos d'aigua és aproximadament 0.286 km³.

## Toponímia
El significat de la paraula Amatitlán, deriva etimològicament de la llengua náhuatl, és un topònim aglutinat que s'estructura en la següent forma:
- Amatl = "Amate" o "Amatle" (Ficus glabrata).
- Titlan = "entre" o "envoltat"

La paraula Amatl = "amate", perd la seva terminació "tl" per unir-se amb la paraula titlan = "entre" o "envoltat", per tant, la paraula Amatitlán es tradueix com: "Entre amates" o "Envoltat de amates".

## Origen
El llac de Amatitlán té el seu origen en l'Era Quaternària i la seva formació es deu als moviments tecto-volcànics ocorreguts a l'àrea i provocats pels volcans de Pacaya, Agua, Fuego i Acatenango. Durant aquesta època, la seva extensió era d'aproximadament 80 km², ocupant la superfície dels municipis de Amatitlán, Villa Nueva i Villa Canales, ja que s'han trobat fòssils de caragols i petits esquelets de peixos durant excavacions realitzades en aquests llocs a principis de segle. Durant l'època precolombina, el llac va ser la font principal de proveïment d'aigua i d'aliment per a les tribus Pocomam assentades a la seva al voltant.

## Hidrologia
El riu Villalobos és el major afluent del llac, les aigües del qual són drenades pel riu Michatoya, un afluent del riu María Linda. Els rius de la conca del llac de Amatitlán sumen 289 km lineals. Sent altres llits: Platanitos, Pinula, Las Mines, Tulujá, El Bosque, Molino, San Lucas i Parrameño. Un dic construït en el punt més estret del llac, conegut com «El Relleno» i per on antigament passava el ferrocarril, ho divideix en una part nord-occidental i una part sud-oriental. L'aigua del llac ha estat utilitzada per a ús domèstic, generació d'electricitat, pesca i per a finalitats recreatives i turístics. Aquest recurs hídric també serveix per realitzar esports aquàtics. Ha estat diverses vegades seu de Jocs Esportius Centroamericans i de Jocs Centroamericans i del Carib a més té moltes competències internacionals.